# George Ceaușu
George Ceaușu (n. 22 august 1954, Hârșova, județul Constanța) este un scriitor român, eseist, publicist, critic și redactor de science-fiction.

## Opere
- 1985: Steaguri sub zid (nuvelă), în Almanahul Anticipația
- 1987: Înstelata aventură, Editura Junimea, roman
- 2004: Logica mirabilis, Editura Alfa

### Prezent în antologii
- „Infinipathia” - în colecția de povestiri Alfa: O antologie a literaturii de anticipație românești, Editura Scrisul Românesc, Craiova, 1983.
- „Atacul gondronilor” - în colecția de povestiri Avertisment pentru liniștea planetei, Editura Albatros, 1985.
- „Un prieten de pe Gensuym” - în colecția de povestiri Povestiri ciberrobotice, 1986
- „Stea variabilă” - în colecția de povestiri Cronici metagalactice, Editura Tehnică, 1990.
- „O misiune pierdută” - în antologia de proză scurtă science-fiction Quasar 001, Editura Media-Tech, 2001.